# Assassinat d'Anouar el-Sadate
 (février 2022).
Si vous disposez d'ouvrages ou d'articles de référence ou si vous connaissez des sites web de qualité traitant du thème abordé ici, merci de compléter l'article en donnant les références utiles à sa vérifiabilité et en les liant à la section « Notes et références ».
L'assassinat d'Anouar el-Sadate, président de la république arabe d’Égypte, a eu lieu le 6 octobre 1981, au Caire. Anouar el-Sadate a été assassiné lors du défilé annuel de la victoire tenu dans la capitale de l’Égypte, pour célébrer l'opération Badr au cours de laquelle l'armée égyptienne avait traversé le canal de Suez et repris une petite partie de la péninsule du Sinaï depuis Israël au début de la guerre du Yom Kippour. Une fatwa approuvant l'assassinat avait été obtenue de la part d'Omar Abdel-Rahman, un religieux plus tard condamné aux États-Unis pour son rôle dans l'attentat du World Trade Center de 1993. L'assassinat a été entrepris par des membres du Jihad islamique égyptien.

## Contexte
Après les accords de Camp David, Anouar el-Sadate, président de la république arabe d’Égypte, et le Premier ministre israélien Menahem Begin ont partagé le prix Nobel de la paix de 1978. Cependant, le traité de paix israélo-égyptien qui a suivi a suscité la controverse parmi les nations arabes, en particulier les Palestiniens. L'adhésion de l'Égypte à la Ligue arabe a été suspendue (et n'a été rétablie qu'en 1989). Le chef de l'OLP, Yasser Arafat, a déclaré : « qu'ils signent ce qu'ils aiment. La fausse paix ne durera pas ». En Égypte, divers groupes djihadistes, tels que le Jihad islamique égyptien et Al-Gama'a al-Islamiyya, ont utilisé les accords de Camp David pour rallier des soutiens à leur cause. Auparavant réceptifs à la tentative d'Anouar el-Sadate de les intégrer dans la société égyptienne, les islamistes égyptiens se sentaient désormais trahis et appelaient publiquement au renversement du président égyptien et au remplacement de l’État égyptien par une théocratie islamique.
Les derniers mois de la présidence d'Anouar el-Sadate ont été marqués par un soulèvement interne. Il a rejeté les allégations selon lesquelles les émeutes auraient été provoquées par des problèmes intérieurs, estimant que l'Union soviétique recrutait ses alliés régionaux en Libye et en Syrie pour inciter à un soulèvement qui finirait par le forcer à quitter le pouvoir. À la suite d'un coup d'État militaire manqué en juin 1981, Anouar el-Sadate ordonna une répression qui aboutit à l'arrestation de nombreuses personnalités de l'opposition. Bien qu'il ait toujours maintenu un haut niveau de popularité en Égypte, il a été dit qu'il avait été assassiné « au sommet » de son impopularité.

### Jihad islamique égyptien
Plus tôt dans la présidence d'Anouar el-Sadate, les islamistes avaient profité de la « révolution de rectification » et de la libération de la prison des militants emprisonnés sous Nasser, mais le traité du Sinaï avec Israël a provoqué la colère des islamistes, en particulier le Jihad islamique égyptien radical. Selon les informations recueillies par le journaliste Lawrence Wright, le groupe recrutait des officiers de l'armée et accumulait des armes, attendant le bon moment pour lancer « un renversement complet de l'ordre existant » en Égypte. Le stratège en chef du Jihad islamique égyptien était Aboud El Zomor (en), colonel du renseignement militaire dont le « plan était de tuer les principaux dirigeants du pays, d'occuper le quartier général de l'armée et de la Sûreté de l'État, le bâtiment du central téléphonique, et bien sûr le bâtiment de la radio et de la télévision, où les nouvelles de la révolution islamique serait ensuite diffusées, pour ainsi déclencher, espérait-il, un soulèvement populaire contre l’autorité laïque dans tout le pays ».
En février 1981, les autorités égyptiennes ont été alertées du plan du Jihad islamique égyptien après l'arrestation d'un agent porteur d'informations cruciales. En septembre, Anouar el-Sadate a ordonné l'arrestation de plus de 1 500 personnes, dont de nombreux membres du Jihad islamique égyptien, mais aussi le pape copte et d'autres membres du clergé copte, des intellectuels et des militants de toute allégeance idéologique. Cette mesure s'est avérée hautement impopulaire. Toute presse non gouvernementale a également été interdite. Cette vague d'arrestations n'a pas suffi à détecter la cellule du Jihad islamique égyptien dans l'armée, dirigée par le lieutenant Khalid Islambouli, qui réussira à assassiner Anouar el-Sadate en octobre.
Selon Tal'at Fu'ad Qasim (en), ancien chef du Al-Gama'a al-Islamiyya interviewé dans le Middle East Report (en), ce n'est pas le Jihad islamique égyptien mais son organisation, connue en anglais sous le nom de Islamic Group, qui a organisé l'assassinat et recruté l'assassin (Khalid Islambouli). Des membres du Majles el-Shura (« Conseil consultatif ») du groupe (dirigé par le célèbre « cheikh aveugle ») ont été arrêtés deux semaines avant le meurtre, mais ils n'ont donné aucune information sur le projet insurrectionnel.

## Attentat
Le 6 octobre 1981, un défilé de la victoire a lieu au Caire pour commémorer le huitième anniversaire de la traversée du canal de Suez en Égypte. Anouar el-Sadate est protégé par quatre niveaux de sécurité et huit gardes du corps, et le défilé de l'armée aurait dû se dérouler sans encombre en raison des règles de saisie des munitions. Alors que des avions Mirage de la Force aérienne égyptienne volent au-dessus d'eux, distrayant la foule dans un stade de Nasr City, des soldats de l'armée égyptienne et des camions de troupes remorquant de l'artillerie défilent. Un des camions contient l'équipe d'assassins, dirigée par le lieutenant Khalid Islambouli. En passant devant la tribune, Islambouli force le conducteur sous la menace d'une arme à feu à s'arrêter. De là, Islambouli quitte le véhicule et s'approche d'Anouar el-Sadate avec trois grenades à main dissimulées sous son casque. Sadate se lève pour recevoir son salut (son neveu, Talaat Sadat (en), a plus tard déclaré : « le président pensait que les tueurs faisaient partie du spectacle quand ils se sont approchés des stands de tir, il les a donc salués »), après quoi Khalid Islambouli jette toutes ses grenades vers Anouar el-Sadate, mais une seule explose (sans parvenir à tuer le président égyptien). Trois autres assassins sortent du camion, tirant sans discernement avec des fusils d'assaut AK-47 dans les tribunes jusqu'à ce qu'ils aient épuisé leurs munitions et tentent de s'enfuir. Sadate, touché, s'écroule au sol et des membres de l'assistance jettent des chaises autour de lui pour le protéger des balles.
L'attaque a duré environ deux minutes. Anouar el-Sadate et dix autres personnes ont été tués sur le coup ou blessés mortellement, dont le général de division Hassan Allam, Khalfan Nasser Mohammed (un général de la délégation omanaise), Samir Helmy Ibrahim, Al Anba 'Samuel, Mohammed Yousuf Rashwan (le photographe présidentiel), Saeed Abdel Raouf Bakr, l'ingénieur chinois Zhang Baoyu, ainsi que l'ambassadeur de Cuba en Égypte et un évêque copte orthodoxe. Vingt-huit personnes ont été blessées, dont le vice-président Hosni Moubarak, le ministre irlandais de la Défense James Tully et quatre officiers de liaison militaires américains. L'ambassadeur de Suède Olov Ternström s'en sort indemne. Les forces de sécurité ont été momentanément stupéfaites mais réagissent en 45 secondes. Un des assaillants est tué et les trois autres sont blessés et arrêtés. Anouar el-Sadate est transporté par avion vers un hôpital militaire, où il est opéré par onze médecins. Il succombe près de deux heures après son transfert. La mort de Sadate est attribuée à « un choc nerveux violent et des saignements internes dans la cavité thoracique, où le poumon gauche et les principaux vaisseaux sanguins en dessous ont été déchirés ».

## Conséquences
Parallèlement à l'assassinat, une insurrection est organisée à Assiout en Haute-Égypte. Les rebelles prennent le contrôle de la ville pendant quelques jours et 68 policiers et soldats sont tués lors des combats. L'ordre n'est rétabli qu'avec l'arrivée de parachutistes venus du Caire. La plupart des militants reconnus coupables de combats sont condamnés à des peines légères et ne purgent que trois ans de prison.

### Enterrement
Anouar el-Sadate est enterré au Mémorial du soldat inconnu, situé dans le quartier de Nasr City (en) au Caire. L'inscription sur sa tombe se lit comme suit : « héros de la guerre et de la paix ».
Au début, Sadate est remplacé par Sufi Abu Taleb comme président par intérim de l'Égypte pendant huit jours jusqu'au 14 octobre 1981, lorsque le vice-président d'Anouar el-Sadate, Hosni Moubarak, devient le nouveau président égyptien pendant près de trente ans jusqu'à sa démission à la suite de la révolution égyptienne de 2011.

### Assassins
Khalid Islambouli et les autres assassins ont été jugés devant une cour martiale égyptienne. Tous ont été reconnus coupables, condamnés à mort et exécutés par un peloton d'exécution en avril 1982.